# Schmuck (Familienname)
Schmuck ist ein Familienname.

## Wortherkunft
Der Familienname Schmuck, Schmücking, Schmückle, Schmugge und ähnlich kann gemäß der Literatur folgende Ursprünge haben:
- Übername zu mittelhochdeutsch „smucken/smücken“ = ducken, verstecken, schmiegen, drücken - bzw. auch zu mittelniederdeutsch „smuck“ = schmuck, zierlich, biegsam. Das kann beispielsweise einen schmucken, schlanken, schmiegsamen oder zierlichen Menschen gemeint haben.
- Der Schweizer Name Schmuckli, Schmucki, Schmuckle etc. kann auch ein Übername für einen Menschen mit eingezogenem Hals sein.
- Auch ein Patronym zum alten Personennamen „Smucho“ könnte evtl. möglich sein.
- Der Name Schmücker ist teils auch Berufsname (für den Federschmücker, Bortenwirker, Schmuckhersteller etc.).
- (Zu prüfen wäre im Einzelfall auch eine etvl. mögliche Verbindung schmuck → Schmock, was wiederum andere Bedeutung haben kann.)

## Namensträger
- August Schmuck (1862–1932), Tabakarbeiter und Politiker (SPD)
- Carsten Schmuck (1968–2019), deutscher Chemiker
- Christa Schmuck (* 1944), deutsche Rennrodlerin
- Christoph Schmuck (* 1997), deutscher YouTuber und Buchautor
- Dominic Schmuck (* 1996), deutscher Biathlet
- Helmut Schmuck (* 1963), österreichischer Marathon- und Bergläufer
- Johnny Schmuck (* 1981), deutscher American-Football-Spieler
- Lilly Schmuck (* 1930), österreichisch-deutsche Schauspielerin
- Ludwig Schmuck (1892–1945), deutscher Politiker (NSDAP) und SA-Führer
- Marcus Schmuck (1925–2005), österreichischer Bergsteiger
- Otto Schmuck (* 1953), deutscher Beamter und Autor
- Roswitha Ertl-Schmuck (* 1954), deutsche Wissenschaftlerin, Hochschullehrerin für Pflegedidaktik
- Udo Schmuck (* 1952), deutscher Fußballspieler
- Uta Schmuck (* 1949), deutsche Schwimmerin
- Vincentius Schmuck (1565–1628), deutscher lutherischer Theologe und Kirchenlieddichter
- Werner Schmuck (1899–1940), deutscher Politiker (NSDAP)
- Wilhelm Schmuck (Wilhelm Schmuckius; 1575–1634), Professor der Rechte in Leipzig